# Michotamia fuscifemorata
Michotamia fuscifemorata är en tvåvingeart som beskrevs av Joseph och Parui 1984. Michotamia fuscifemorata ingår i släktet Michotamia och familjen rovflugor. Inga underarter finns listade i Catalogue of Life.